# Michaił Miasnikow
Michaił Iwanowicz Miasnikow (ros. Михаил Иванович Мясников, ur. 21 listopada 1922 w Kołpnach, zm. 25 lipca 2005 w Dniepropietrowsku) – radziecki wojskowy, pułkownik, Bohater Związku Radzieckiego (1945).

## Życiorys
Urodził się w rodzinie chłopskiej. Skończył 10 klas szkoły średniej. Od 1939 służył w Armii Czerwonej, był żołnierzem Białoruskiego Okręgu Pogranicznego w Twierdzy Brzeskiej. Po ataku Niemiec na ZSRR brał udział w obronie twierdzy brzeskiej, był dwukrotnie ranny. Po wyjściu ze szpitala uczył się w orłowskiej szkole wojsk pancernych, którą ukończył w sierpniu 1942 i został dowódcą plutonu czołgów. Pełniąc tę funkcję, brał udział m.in. w obronie Majkopu i w walkach nad wybrzeżem czarnomorskim w okolicach Tuapse. W lutym 1943 jako starszy porucznik został skierowany wraz z 563 samodzielnym batalionem czołgów pod Noworosyjsk, gdzie ponownie został ranny. Po wyleczeniu ran jesienią 1943 w składzie 63 Brygady Pancernej brał udział w dalszych walkach, m.in. odbiciu Półwyspu Tamańskiego i w uchwyceniu przyczółków na wybrzeżu Półwyspu Kerczeńskiego oraz zajęciu Kerczu. W kwietniu 1944 brał udział w walkach na Krymie, w tym o Sudak, Ałusztę i Jałtę, a w maju o Sewastopol jako zastępca dowódcy batalionu czołgów 63 Brygady Pancernej Armii Nadmorskiej 4 Frontu Ukraińskiego, gdzie został ponownie ranny. Po wyjściu ze szpitala brał udział w walkach na terytorium Litwy i Łotwy, w tym w Kurlandii. Po wojnie kontynuował służbę w armii, w 1975 zakończył służbę w stopniu pułkownika. Mieszkał w Dniepropietrowsku, często odwiedzał Brześć i Sewastopol, wielokrotnie spotykał się z młodzieżą.

## Odznaczenia
- Złota Gwiazda Bohatera Związku Radzieckiego (24 marca 1945)
- Order Lenina
- Order Wojny Ojczyźnianej I klasy (dwukrotnie)
- Order Czerwonej Gwiazdy (dwukrotnie)

I medale.